# Estació de la Pobla de Segur
La Pobla de Segur és una estació de ferrocarril de FGC situada a la població de la Pobla de Segur, a la comarca del Pallars Jussà. És l'estació final de la línia Lleida - la Pobla de Segur per on circulen trens de línia RL2 que fa tot el recorregut connectant la Pobla amb Tremp, Balaguer i Lleida com a nuclis més importants. També trens turístics sota el nom comercial del Tren dels Llacs.
Aquesta estació terminal va entrar en servei l'any 1951 quan es va obrir el tram entre Tremp (1950) i la Pobla. Actualment és la capçalera nord de la línia tot i que inicialment havia de continuar seguint el traçat de la Noguera Pallaresa i, travessant la carena dels Pirineus pel túnel de Salau, saltar a la vall de Salau i enllaçar-hi amb els ferrocarrils francesos, arribant a Sent Gironç.
L'any 1993 la línia fou retallada uns metres per a facilitar la creació d'un complex turístic i les vies van deixar d'arribar a l'edifici original l'estació. Aquest edifici no té ús ferroviari des de fa anys i es troba actualment en procés de rehabilitació per a acollir una oficina d'informació turística i oferir diversos serveis turístics.
Segons el Pla Territorial de l'Alt Pirineu i Aran el tram entre Balaguer i la Pobla té una consideració regional «que dona servei a una població quantitativament modesta i a una demanda de mobilitat obligada molt feble». L'any 2011 el Parlament de Catalunya va aprovar iniciar els tràmits per estudiar el perllongament la línia des d'aquesta estació a la Seu d'Urgell.
L'any 2016 va registrar l'entrada de 2.000 passatgers.
| Línia Lleida - la Pobla de Segur de FGC |                  |       |          |                        |
| Procedència/Destinació                  | <                | Línia | >        | Procedència/Destinació |
| Lleida Pirineus                         | Salàs de Pallars |       | terminal | terminal               |

## Galeria

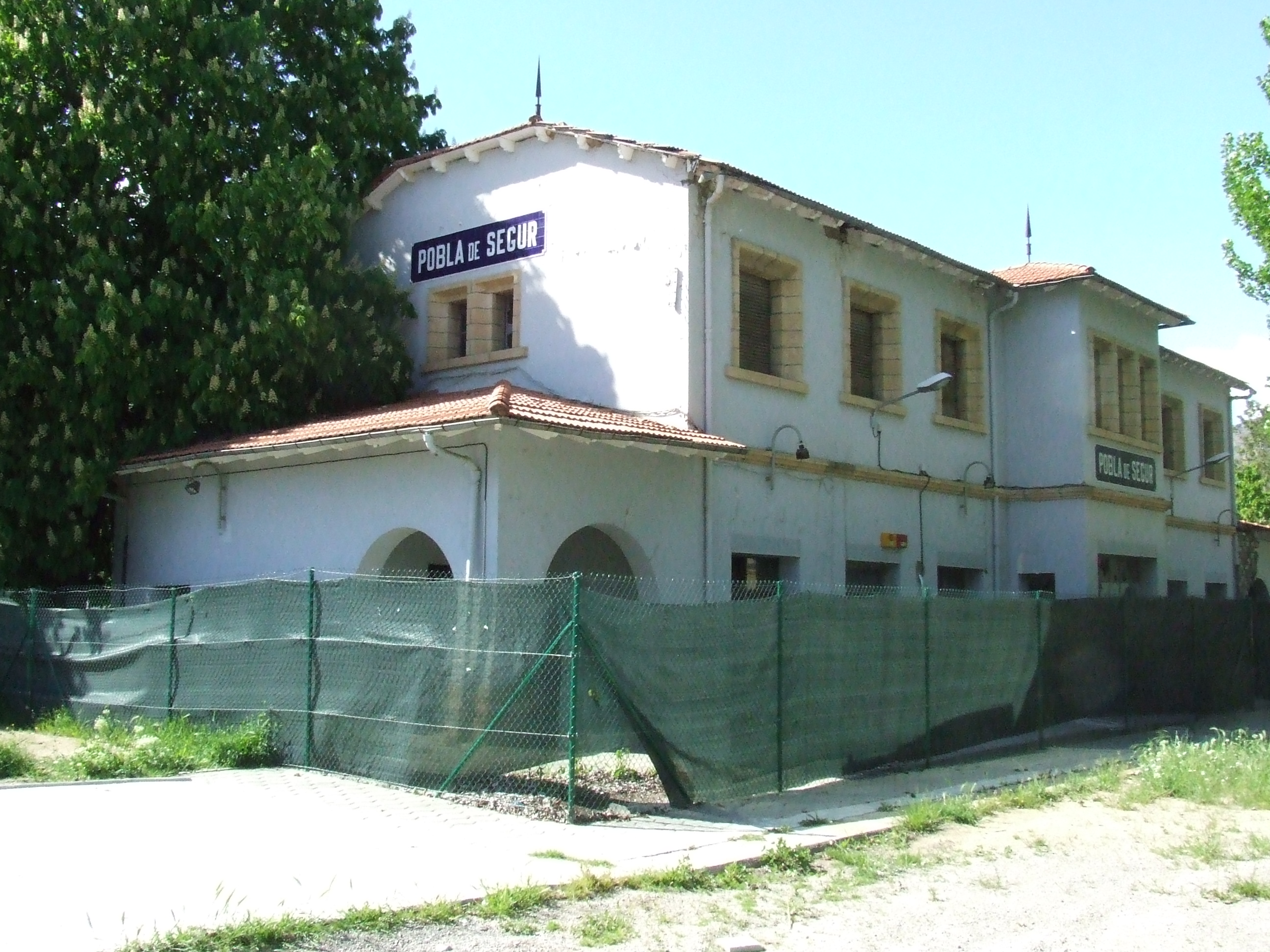
L'estació vella, en procés de rehabilitació per a crear un centre turístic
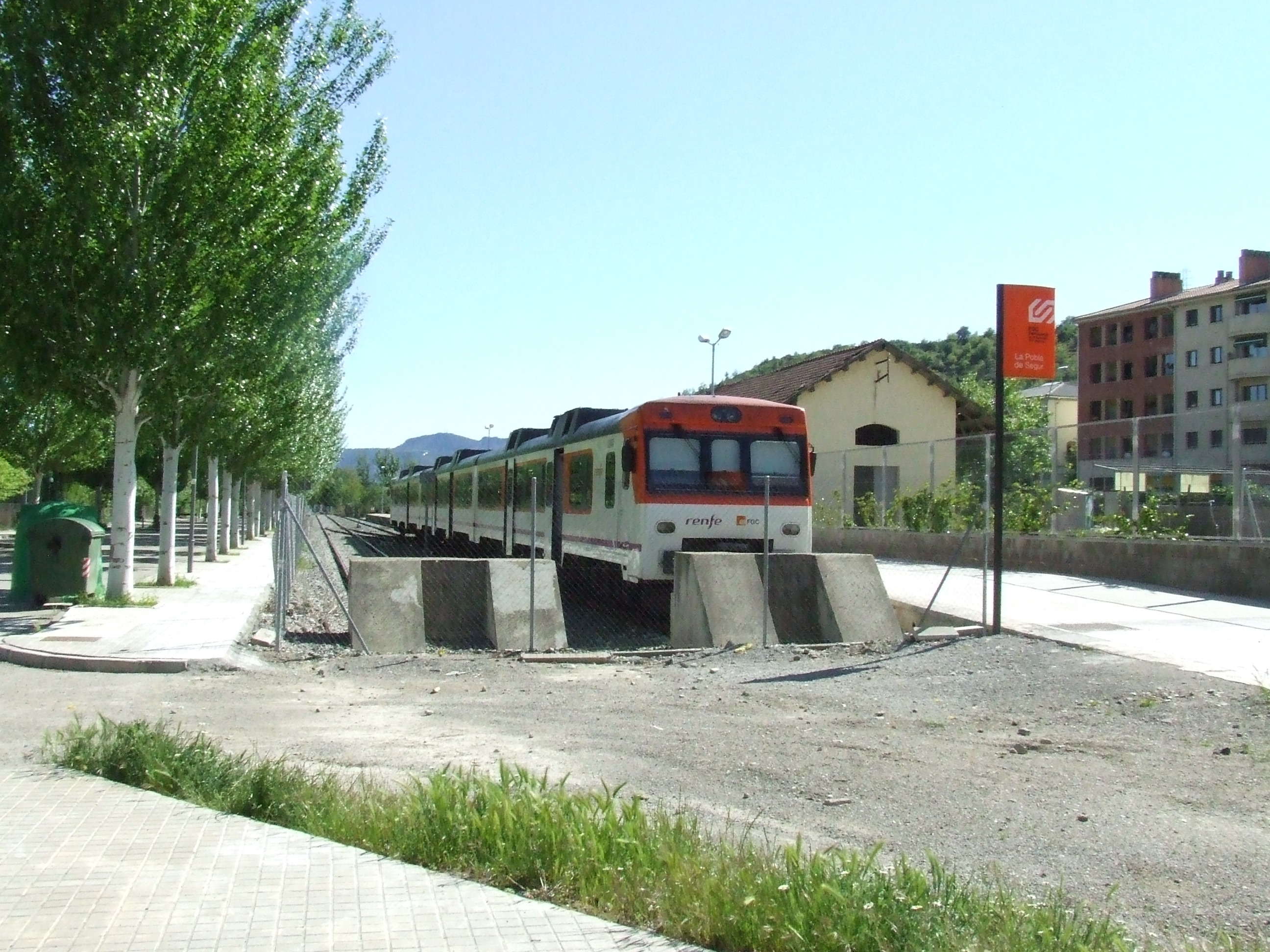
L'estació actual, al costat.
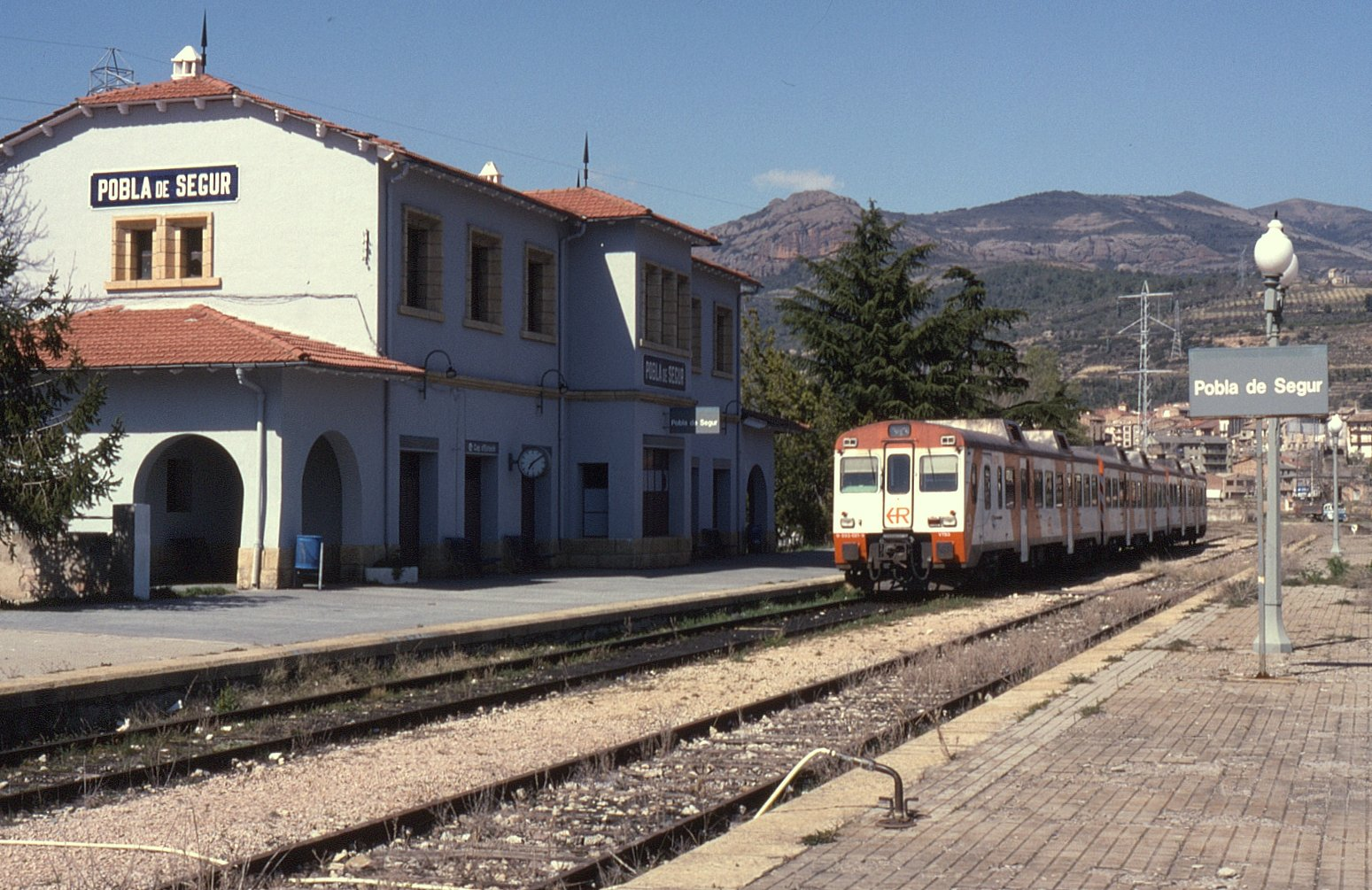
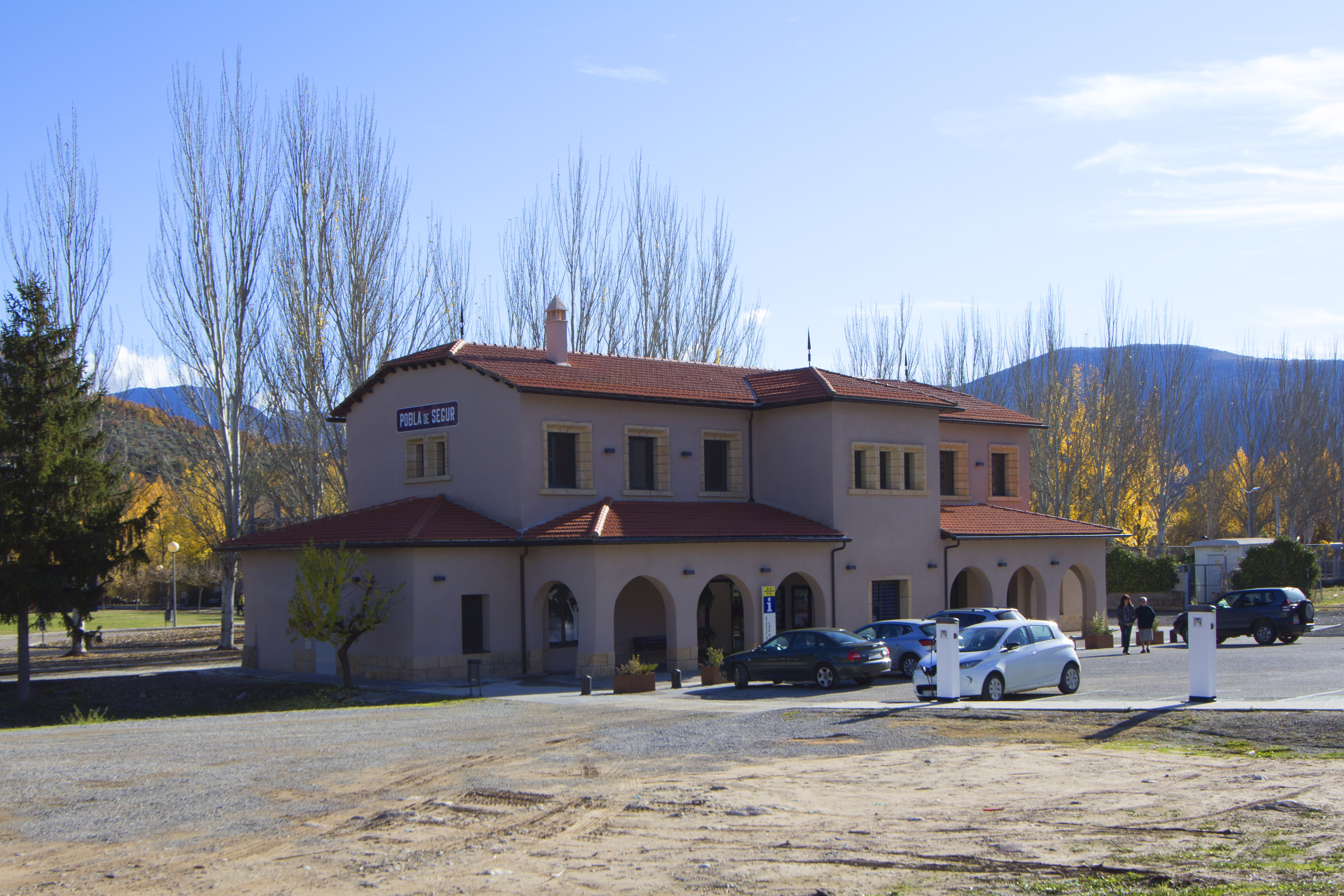
Estació remodelada